# 坂口幸雄 (坂口財閥)
坂口 幸雄（さかぐち ゆきお、1927年〈昭和2年〉8月1日 - 没年不明）は、日本の医師、実業家。医学博士。サンマリタン耳鼻咽喉科医院長。エフエム山陰代表取締役社長。旧姓・松本。

## 経歴
鳥取県境港市渡町出身。1953年、米子医大を卒業する。鳥取大学医学部耳鼻咽喉科教室に入局する。1957年、学位を受領する。日本医大第一附属病院耳鼻咽喉科、東京国際聖路加病院各勤務を経て1963年に開業する。
1986年、エフエム山陰創立総会後の取締役会で、代表取締役社長に選任される。

## 人物
1969年5月全国497税務署に於いて発表した年間所得500万円以上の高額所得者の名簿である『全国高額所得調 昭和44年度版』に坂口幸雄が掲載されている。
趣味は囲碁。住所は鳥取県米子市久米町、西伯郡会見町天萬（現・南部町）。

## 家族・親族
坂口家
- 妻・節枝[1]（1928年 - ?、鳥取、坂口平兵衛の長女[5]、坂口合名会社無限責任社員[6]）
- 長男[1]
- 二男[1]

親戚
- 妻の父・2代坂口平兵衛[5]（坂口合名会社代表社員会長、米子商工会議所名誉会頭）
- 松本僌（米子市長）[5]